# European Data Relay System
O European Data Relay System (EDRS) será uma constelação de satélites geoestacionários destinados a transmitir informações e dados entre satélites/nave espacial e UAVs e estações terrestres. O sistema permitirá a comunicação quase em tempo integral, mesmo com satélites em órbita terrestre baixa, que muitas vezes têm uma visibilidade muito reduzida a partir de qualquer estação de terra.
Isso fará com que os dados disponível no lugar certo e na hora certa, permitindo que como exemplo para os trabalhadores de resgate para ver os dados de satélite em tempo quase real da região de crise em que estão trabalhando.
O sistema está sendo desenvolvido como parte do ARTES programa 7 e destina-se a ser um sistema de satélite independente, Europeu concebidos para reduzir os atrasos na transmissão de grandes quantidades de dados.
O programa é bastante semelhante ao do estadunidense Tracking and Data Relay Satellite System, que foi criado para apoiar o ônibus espacial, mas o EDRS usará uma tecnologia de nova geração Laser Communication Terminal (LCT). O terminal do laser é projetado para transmitir 1.8 Gbit/s através de 45 000 km, a distância de uma ligação LEO-GEO. Esse terminal foi testado com sucesso durante a verificação em órbita entre o satélite radar alemão TerraSAR-X e do satélite estadunidense NFIRE. E também embarcou na telecomunicação via satélite comercial Alphasat a fim de realizar novas manifestações de serviços de sistema operacional em satélites sentinela com parte operacional do europeu Copernicus Programme.

## Satélites
| Satélite | Fabricante                               | Data do lançamento    | Veículo de lançamento | Estado        | Nota                             |
| -------- | ---------------------------------------- | --------------------- | --------------------- | ------------- | -------------------------------- |
| EDRS A   | Airbus Defence and Space                 | 29 de janeiro de 2016 | Proton-M/Briz-M       | Ativo         | Também conhecido por Eutelsat 9B |
| EDRS B   |                                          |                       |                       | Planejado     |                                  |
| EDRS C   | Airbus Defence and Space OHB-System GmbH | Planejado para 2019   |                       | Em construção | Também conhecido por HYLAS 3     |
| EDRS D   |                                          |                       |                       | Planejado     |                                  |